# ام. اس. ناراسیمان
ام. اس. ناراسیمان (انگلیسی: M. S. Narasimhan; ۷ ژوئن ۱۹۳۲ – ۱۵ مهٔ ۲۰۲۱) دانشمند در زمینه ریاضیات اهل راج بریتانیا بود.
وی همچنین برندهٔ جوایزی همچون همکار انجمن سلطنتی شده‌است.